# اندیس تیغدار
تیغدار یک اندیس فلزی است که در حوالی شهر خونیک استان خراسان قرار دارد و مادهٔ معدنی موجود در آن، مس است.سنگ میزبان این اندیس پریدوتیت ، دیاباز است  در این اندیس، پاراژنز‌های کالکوسیت، لیمونیت یافت می‌شوند.